# Miller Puckette
Miller Smith Puckette (Chattanooga, TN, 26 de marzo de 1959) es un matemático, programador y profesor de música  estadounidense,  director asociado del CRSA (Center for Research in Computing and the Arts), así como miembro del claustro de la facultad de la UC University of California en San Diego  donde trabaja desde 1994. Puckette es conocido por haber desarrollado el programa de computación Max/MSP, un entorno de desarrollo gráfico para la interacción entre música y los recursos multimedia, desarrollado durante su estancia en el IRCAM en los años 80. 

## Trayectoria
Obtuvo un Postdoctorado en Matemáticas por la Universidad de Harvard en 1986 después de graduarse en MIT en 1980. Fue miembro del MIT Media Lab desde su apertura en 1985 hasta 1987 antes de continuar su estancia en el IRCAM y desde 1997 es parte del movimiento denominado "Global Visual Music Project". Puckette también es autor de Pure Data (Pd), un lenguaje gráfico de programación para la interacción de música y trabajos multimedia, elaborado en los años 1990 con la colaboración de muchos otros miembros de las comunidades de software libre. También es un "Putnam Fellow", honor que recibió en el año 1979. Puckette publicó en 2006 el libro Theory and Techniques of Electronic Music (Teoría y Técnicas de Música Electrónica). Viaja con frecuencia dando cursos y conferencias sobre Pure Data, especialmente en México y América Latina.

## Historia de MAX-MSP
Miller Puckette originalmente escribió Max, conocido entonces como Patcher, un editor para el Macintosh en el IRCAM a mediados de los años 80 para que compositores tuvieran acceso a un sistema de autor de música interactiva hecha con ordenadores. Primero fue usado en una composición de piano y ordenador llamada Plutón, sincronizando el ordenador con el piano y controlando un Sogitec 4X, el cual procesaba el audio.
En 1989, el IRCAM desarrolló y mantuvo una versión concurrente de Max que fue trasladada a la Estación de informática musical (este nombre proviene del francés, «Station d’informatique musicale») para el NeXT (y después para SGI y Linux), llamada Max/FTS (las siglas FTS significan «Faster Than Sound», literalmente, «Más rápido que el sonido», y es una analogía a su precursor MSP; este último fue mejorado al implementar el soporte físico DSP al ordenador).
Después se autorizó la venta del programa por Opcode Systems, Inc., el cual publicó una versión comercial del programa en 1990 llamado Max/Opcode (desarrollado por David Zicarelli). Desde el 1999, la versión actual de Max es distribuida por la empresa de Zicarelli, Cycling ‘74 (fundada en 1997).
En 1996, Puckette publicó un software libre completamente rediseñado llamado Pd (Pure Data), el cual contiene varias diferencias fundamentales con el IRCAM original, sin embargo, sigue siendo un sustituto interesante para aquellos que no quieran gastar cientos de dólares en Max/MSP.
Max tiene numerosas extensiones y encarnaciones; en particular, las extensiones de audio que aparecieron en 1997, trasladadas de Pure Data. Estas fueron llamadas MSP (las iniciales de Miller S. Puckette, autor de Max y Pd). Estas adiciones para Max permitieron que el audio digital sea manipulada en tiempo real, y a la vez, permitía a los usuarios la creación de sus propios sintetizadores y efectos-procesadores. Previamente, Max había sido diseñado con el fin de tener un terreno común con sintetizadores reales, samplers, etcétera, como un «lenguaje de control» usando MIDI o algún otro protocolo de red.
En 1998, un «descendiente directo» de Max/FTS fue desarrollado en Java (llamado jMax) y fue publicado como un programa de código abierto.
En el 2003, la segunda adición para el Max/MSP, llamada Jitter, fue publicada, agregándole la posibilidad de procesar vídeo, 3D, y matrices en el programa. 2 años más tarde se incorporan al software los objetos mxj y js. Estos objetos son "externals" que ejecutan código java y javascript en Max.
También existen varios programas que se asemejan a Max.
Native Instruments vende un programa un poco parecido, llamado Reaktor, y es considerado más fácil de usar y aprender que Max, aunque es menos poderoso.
Apple también tiene un programa parecido llamado Quartz Composer y se centra más en composiciones gráficas. Hay otro programa gratuito (para uso no comercial) desarrollado por meso, llamado vvvv (vvvv.org) pero este se centra más en vídeo en tiempo real.